# Роберта Бондар
Роберта Лин Бондар (на английски: Roberta Lynn Bondar; е първата канадска астронавтка и първи лекар-невролог, летял в космоса.

## Ранни години и образование
Родена е на 4 декември 1945 г. е Су Сейнт Мари, Онтарио, Канада.
След гимназията започва да учи в университета на Гуелф, Канада, специалност зоология и селско стопанство. Тя завършва с успех през 1968 г. След това отива за три години на специализация в Университета на Западно Онтарио по експериментална патология и неврология. Бондар става доктор по философия в областта на невронауката от Университета на Торонто (1974) и доктор по медицина от Университета Макмастър (1977).
В последното училище, работи от 1982 – 1983 като помощник професор по неврология. Член е на Кралския колеж на лекарите и хирурзите на Канада по неврология (1981). Завършила е и специалността неврология и нервно-офталмология в Медицинския университет „Тъфтс“ в Бостън, САЩ.
През 1983 г. започва обучение за астронавт. През 1992 г. тя лети в космоса, като 18-а жена и 264-ти човек от нашата планета. Тя прекара осем дни там.
След като завършва полет на НАСА през 1992 г. напуска отряда на космонавтите.

## Космически полет
През януари 1992 година е изстреляна от Флорида космическата совалка „Дискавъри“ за своя 14-и полет. Седемте астронавта на борда са: Роналд Грейб, Стивън Осуалд, Норман Тагард, Дейвид Хилмърс, Уилям Реди, Улф Мерболд и Роберта Бондарт. Тази група от учени в орбита съживи лабораторията Spacelab и се провеждат множество различни експерименти. Полетът продължава повече от 8 дни. В екипажа Роберта Бондар е била специалист по полезни товари.

## Дейност на Земята
Занимава се с научна дейност в областта на медицината (в това число кинезиология).

## Награди
Много държавни награди (Канадски орден и медал на НАСА) и различни знаци и отличия от неправителствени организации.

## Увлечения
Активен спорт, пилотиране на самолети, фотография, подводно плаване.
Автор на книгата „Докосване до Земята“.